# HD 35736
HD 35736，又名BD-19 1173，SAO 150442、HR 1812，是一颗恒星，视星等为5.89，位于銀經222.23，銀緯-27.31，其B1900.0坐标为赤經5h 21m 39.8s，赤緯-19° -27.31′ 57″。